# Поясохвіст
Поясохвіст (Cordylus) — рід ящірок з родини Поясохвостів. Має 47 видів.

## Опис
Загальна довжина сягає 15—20 см. Колір шкіри спини оливковий, зелений, коричневий, червонувато—помаранчевий, бурий з численними чорними, коричневими плямами, які часто утворюють смуги. Зустрічаються також суцільно чорні поясохвости. Хвіст короткий з великою лускою, яка розташована правильними широкими поперечними поясами.

## Спосіб життя
Полюбляють лісисту, кам'янисту місцевість. Гарно лазають по деревах. Ховаються в норах або серед каміння. Це колективні тварини, мешкають у значних групах. Харчуються комахами, іншими безхребетними, квітами, плодами.
Це яйцеживородні ящірки. Народжується 1—3 дитинчати.

## Розповсюдження
Це африканський ендемік. Мешкають у східній Африці — від Ефіопії до Мозамбіку. Також часто зустрічаються на півдні континенту.

## Види
- Cordylus angolensis
- Cordylus aridus
- Cordylus barbertonensis
- Cordylus beraduccii
- Cordylus breyeri
- Cordylus campbelli
- Cordylus capensis
- Cordylus cataphractus
- Cordylus cloetei
- Cordylus coeruleopunctatus
- Cordylus cordylus
- Cordylus depressus
- Cordylus fasciatus
- Cordylus giganteus
- Cordylus imkeae
- Cordylus jonesii
- Cordylus jordani
- Cordylus langi
- Cordylus lawrenci
- Cordylus machadoi
- Cordylus macropholis
- Cordylus mclachlani
- Cordylus meculae
- Cordylus melanotus
- Cordylus microlepidotus
- Cordylus minor
- Cordylus momboloensis
- Cordylus mossambicus
- Cordylus namaquensis
- Cordylus nebulosus
- Cordylus niger
- Cordylus nyikae
- Cordylus oelofseni
- Cordylus peersi
- Cordylus polyzonus
- Cordylus pustulatus
- Cordylus rhodesianus
- Cordylus rivae
- Cordylus spinosus
- Cordylus subviridis
- Cordylus tasmani
- Cordylus transvaalensis
- Cordylus tropidosternum
- Cordylus ukingensis
- Cordylus vandami
- Cordylus vittifer
- Cordylus warreni